# Ladislav Černocký
Ladislav Černocký (9. února 1905 Nový Jičín – 13. září 1956 státní hranice u Valtic) byl český holič, který v roce 1955 zemřel při snaze o překročení státní hranice do Rakouska při útěku z Československa.
Narodil se v roce 1905 v Novém Jičíně. Od září 1936 do října 1946 podnikal, přičemž měl povolení k prodeji mj. galanterního či střižního zboží. Tou dobou žil nejdříve v Moravské Ostravě, v průběhu druhé světové války se přemístil do Ostravy-Přívozu. V prosinci 1955 odešel do Břeclavi. Byl nejméně jednou rozvedený.
Dne 13. září 1956 se v brzkých ranních hodinách pokusil překročit státní hranici u Valtic. Několik částí hraničního plotu se mu sice podařilo překonat, nakonec však byl zasažen elektrickým proudem v plotě a na místě zemřel.